# Ершов, Леонид Тимофеевич
Леони́д Тимофе́евич Ершо́в (8 октября 1940 года, Залесово — 23 ноября 2000 года, Барнаул) — русский поэт и писатель, член СП РФ.

## Биография
Родился в с. Залесово Алтайского края. Детство было трудным — отец рано умер, поднимала детей мать. Работал на АТЗ, учился в Бийском пединституте, преподавал в школе, вузе, много лет отдал журналистике. В 1977-86 — работал редактором художественной и детской литературы, старшим, затем главным редактором Алтайского книжного издательства. Более 4 лет был отв. секретарем журнала «Алтай». Автор 2 поэтических («Поклон», 1979 и «Горное окно», 1981) и 4 прозаических сборников: («Экзамен по философии», 1984; «Скрипнула калитка», 1989; «Бойкот», 1991; «Благородный жест», 1998).
Его основные герои — полуинтеллигенты-неудачники чеховского толка, но на советский манер. У них добрые намерения, гуманные принципы, которые однако как-то пасуют перед хамоватой действительностью. Писателю свойственен мягкий юмор, необременительная меланхолия, легкий пессимизм, кратко описываемый как "ничего в этой жизни изменить нельзя, но жить можно".